# Ferite
ferite est un langage de programmation orienté objet inspiré de divers autres langages de programmation. Le langage ferite est "propre" et connaît les influences suivantes : 
- Les objets du Java/C++,
- Les fonctions du C/php,
- Les fermetures de scheme,
- Les appels de block de ruby,
- Les espaces de nommage de C++,

Le langage ferite a été créé en 2000 par Chris Ross.  Comme le notent les développeurs, il a son propre « mécanisme de typage sain mais lâche, typage polymorphique et un bel ensemble d'API. » ferite vise à fournir une plateforme pour la construction et le déploiement rapides de programmes propres et faciles à maintenir. ferite atteint la version 1.0 dans le deuxième trimestre de 2005.  Il est exploitable sous licence de style BSD.

## Syntaxe
Le classique Hello World en Ferite donne :
```
uses "console";
Console.println( "Hello World" );
```